# Chlef (distrito)
Chlef é um distrito localizado na província de Chlef, Argélia, e cuja capital é a cidade de mesmo nome, Chlef.[carece de fontes?]

## Municípios
O distrito está dividido em três comunas:
- Chlef
- Sendjas
- Oum Drou